# Diesel and Dust
Diesel and Dust es el sexto álbum de la banda australiana Midnight Oil que fue publicado en 1987 por el sello CBS. Este álbum conceptual apoya la lucha de los aborígenes australianos por la recuperación de sus derechos sobre la tierra del continente australiano y también defiende diversas causas medioambientales, ambos temas que tocaban muy de cerca a los integrantes de la banda.
La canción "Gunbarrel Highway" no se incluyó en la versión estadounidense del álbum, al parecer porque una de sus estrofas, "shit falls like rain on a land that is brown" ("La mierda cae como lluvia sobre una tierra marrón"), fue considerada demasiado fuerte para el oyente medio estadounidense.
En 1989 la revista Rolling Stone lo colocó en decimotercera (13.ª) posición de su lista de los 100 mejores álbumes de los años 80.

## Lista de canciones
1. "Beds Are Burning" (Rob Hirst, James Moginie, Peter Garrett) – 	4:14
2. "Put Down That Weapon" (Moginie, Hirst, Garrett) – 4:38
3. "Dreamworld" (Moginie, Garrett, Hirst) – 3:36
4. "Arctic World" (Moginie, Garrett) – 4:21
5. "Warakurna" (Moginie) – 4:38
6. "The Dead Heart" (Hirst, Moginie, Garrett) – 5:10
7. "Whoah" (Moginie, Garrett) – 3:50
8. "Bullroarer" (Hirst, Moginie, Garrett) – 4:59
9. "Sell My Soul" (Moginie, Garrett) – 3:35
10. "Sometimes" (Moginie, Garrett, Hirst) – 3:53
11. "Gunbarrel Highway" (Midnight Oil) - 3:38

## Créditos
- Peter Garrett - voz principal y coros
- Peter Gifford - bajo y coros
- Robert Hirst - batería, caja de ritmos y coros
- Jim Moginie - sintetizadores y guitarras
- Martin Rotsey - guitarras

## Posicionamiento
| Año  | Listas                                    | Posición |
| ---- | ----------------------------------------- | -------- |
| 1987 | Australian Kent Music Report Albums Chart | 1        |